# Siemens Financial Services
Siemens Financial Services (SFS) ist eine Sparte der Siemens AG und ein internationaler Anbieter von Finanzlösungen im Business-to-Business-Geschäft. Die Siemens Financial Services GmbH koordiniert ein internationales Netzwerk von Finanzgesellschaften und ist sowohl für Siemens als auch für andere Unternehmen tätig, wobei der Schwerpunkt der Aktivitäten auf den Sektoren Energie, Industrie und Gesundheitswesen liegt. Hauptaufgaben sind die Finanzierung von Infrastruktur, Ausrüstung und Betriebsmitteln sowie das Management von Finanzrisiken im Siemens-Konzern. Insgesamt sind ca. 3150 Mitarbeiter für SFS tätig, der Stammsitz des Unternehmens ist München-Neuperlach.

## Geschichte
Mit Gründung der SFS im Oktober 1997 bündelte der Siemens-Konzern seine Finanzaktivitäten in einer Organisationseinheit. Neben der Entwicklung des Finanzgeschäfts stand damals durch Schaffung einer separaten Finanzierungsbilanz auch eine erhöhte Transparenz gegenüber Investoren im Mittelpunkt.
Seit 1999 wirkt Siemens Financial Services konzernintern als Kompetenz-Center für Finanzierungsthemen und ist sowohl im Management der Finanzrisiken des Siemens-Konzerns als auch im Markt für Business-to-Business-Finanzlösungen aktiv. Von Beginn an gehörten Leasing und andere Formen der Anlagen- und Ausrüstungsfinanzierung, Projektfinanzierung und Eigenkapitalbeteiligungen, Treasury- und Zahlungsverkehrslösungen für den Siemens-Konzern sowie auch die finanzwirtschaftliche Betreuung des Pensionsvermögens zu den Aufgaben der SFS. Im Jahr 2000 folgten das Versicherungsgeschäft des Konzerns und die Venture-Capital-Aktivitäten von Siemens.
Über den Ausbau der Geschäftsaktivitäten verstärkte SFS auch seine internationale Präsenz: Im Jahre 2000 akquirierte SFS das britische Unternehmen Schroder Leasing. In den folgenden Jahren fand die Expansion von Siemens Financial Services nicht nur in den etablierten Märkten Europas und Nordamerikas statt, sondern zunehmend auch in Schwellenmärkten. Im März 2005 gründete Siemens Financial Services eine eigene Leasinggesellschaft in China, die Siemens Finance and Leasing Ltd. (SFLL) mit Sitz in Peking.
Anfang 2011 stimmte die russische Wettbewerbsbehörde der Übernahme von ZAO DeltaLeasing, einem Anbieter von Anlagenfinanzierungen in Russland, zu. Im Oktober 2011 wurde DeltaLeasing in OOO Siemens Finance umbenannt und stellt seitdem Finanzierungs- und Leasinglösungen für Investitionsgüter zur Verfügung. Im Juni 2011 wurde Siemens Financial Services Private Limited in Indien gegründet und hat die Lizenz der Reserve Bank of India (RBI) für Nichtbank-Finanzierungsgesellschaften (NBFC-Lizenz) erhalten.
Ende 2010 erhielt die Siemens Bank GmbH von der Bundesanstalt für Finanzdienstleistungsaufsicht (BaFin) die Erlaubnis zum Betreiben von Bankgeschäften in Deutschland. Die Siemens Bank GmbH erweitert mit Krediten und Garantien das Produktspektrum von SFS insbesondere im Bereich der Absatzfinanzierung.

## Geschäftseinheiten
Die Financial-Services-Sparte von Siemens (SFS) besteht aus vier Geschäftseinheiten:
- Commercial Finance (COF)
- Project & Structured Finance Europe/Asia (PS EA)
- Project & Structured Finance Americas (PS AM)
- Equity (EQ)

## Weltweite Präsenz
Als Anbieter von Finanzdienstleistungen im Business-to-Business-Geschäft ist SFS weltweit tätig.
Die Bilanzsummen und Projektvolumina der einzelnen Regionen:
- Nord- und Südamerika
  - Bilanzsumme 11,8 Milliarden Euro
- Europa, Afrika & GUS
  - Bilanzsumme 11,7 Milliarden Euro
- Asien, Australien, Naher Osten
  - Bilanzsumme 2,9 Milliarden Euro

## Studien/Publikationen
| 2011                                                | 2010                                                                     | 2009 | 2008                                                            |
| --------------------------------------------------- | ------------------------------------------------------------------------ | --- | --------------------------------------------------------------- |
| Die bezahlbare Stadt                                | Energy down, momentum up                                                 | Riding the Storm – eine Studie zur momentanen Finanzierungssituation                                        | Counting the Cost – Studie zu Auswirkungen der Finanzmarktkrise |
| Investitionen im Fokus                              | Navigating uncertain waters                                              | Maintaining the green momentum – ein europäischer Vergleich zu Investitionen in energiesparende Ausstattung | Kapital wirkungsvoller einsetzen                                |
| Medizinische Ausrüstung und „eingefrorenes“ Kapital | Ziel Energieeffizienz: Investitionschancen und Herausforderungen         | |                                                                 |
|                                                     | Produktivität: Antworten für einen dynamischen, globalen Markt           | |                                                                 |
|                                                     | Ganzheitliches Gesundheitswesen – Herausforderungen im Gesundheitssektor | |                                                                 |